# BVA Cup
La Copa BVA o BVA Cup (Balkan Volleyball Association Cup) és una competició de voleibol disputada pels clubs guanyadors dels campionats nacionals de voleibol dels països dels Balcans. El torneig es va fundar el 2008 sota els auspicis de l'Associació de Voleibol dels Balcans. Els fundadors de l'Associació Balcànica de Voleibol són les federacions de voleibol de Bulgària, Albània, Turquia, Grècia, Sèrbia, Macedònia del Nord, Croàcia i Romania. Els guanyadors de la Copa BVA tenen dret a jugar a la CEV Challenge Cup. El torneig se celebra al setembre.

## Historial masculí
| Any  | Campió                  | Finalista            |
| ---- | ----------------------- | -------------------- |
| 2008 | İstanbul BBSK           | AO Kifissia          |
| 2009 | Fenerbahçe              | Aris Salònica        |
| 2010 | OК Ribnica              | Stiinta EXPL         |
| 2011 | Universitatea Cluj      | Ribnica Kraljevo     |
| 2012 | İstanbul BBSK           | Partizan             |
| 2013 | Fenerbahçe Grundig      | Studenti             |
| 2014 | Maliye Milli Piyango    | Stiinta EXPL         |
| 2015 | Spartak Ljig            | CSM Bucharest        |
| 2016 | Galatasaray HDI Sigorta | Spartak Ljig         |
| 2017 | İnegöl Belediyespor     | CSM Bucharest        |
| 2018 | Ziraat Bankası          | SCV Hebar Pazardzhik |
| 2019 | Tokat Belediye Plevne   | OK GIO Strumica      |
| 2020 | Halkbank Ankara         | KV Ferizaj           |

## Historial femení
| Any  | Campió               | Finalista           |
| ---- | -------------------- | ------------------- |
| 2008 | Beşiktaş             | TENT Obrenovac      |
| 2009 | Beşiktaş             | VC Klek Zrenjanin   |
| 2010 | V.C. Unic            | İLBANK Ankara       |
| 2011 | Nilüfer Belediyespor | CSM Lugoj           |
| 2012 | İLBANK Ankara        | V.C. Unic           |
| 2013 | Beşiktaş             | CSM Lugoj           |
| 2014 | İLBANK Ankara        | CSM Târgoviște      |
| 2015 | Trabzon İdmanocağı   | Železničar Lajkovac |
| 2016 | Çanakkale BK         | Kazanlak Volley     |
| 2017 | Železničar Lajkovac  | Çanakkale BK        |
| 2018 | Beşiktaş             | KV Drita GJILAN     |
| 2019 | Türk Hava Yolları    | CS Dinamo București |
| 2020 | Türk Hava Yolları    | ŽOK Železničar      |